# Oxxy Norgy
Oxxy Norgy, de son vrai nom Rodrigue Junior, est un chanteur ivoirien d'origine congolaise pratiquant le style Coupé-décalé aux « grandes inspirations ».

## Biographie
Ce chanteur se fait d'abord connaitre par ses nombreux featurings (avec Boombastic Dj, 4x4 académia, ...). Après, il sort son premier album homonyme de son premier concept intitulé « Moto bengué » et inspiré de la « danse de la moto » (dérivée du coupé-décalé). Plus tard il sort un nouveau concept appelé le « Maxhéro » qui rend hommage au célèbre arrangeur du même nom. Ensuite il quitte l'arrangeur Maxhéro et va se produire chez Afrikareprezenta (studio du rappeur Rudy Rudiction) et sort en même temps un nouveau concept dénommé le « prends côcôta, mets dans le sac » arrangé par Deni di Lactif. En 2007 il participe à l'album de Dj Sisco créateur du concept du « Debout debout ».
En avril 2008, Oxxy Norgy revient avec une nouvelle œuvre discographique qui promeut un nouveau concept intitulé « corrigé corrigé » dans laquelle il recommande de corriger les enfants à l'école dans un style coupé décalé très ambiancé. Ce dernier single est produit par 18 avril Production et le morceau principal arrangé par  N'Guessan Amessan dit « Bébi Philippe »
À la fin des années 2000, il déménage en Europe et sa popularité s'éteint. En 2020, il annonce avoir monté son propre studio de production et revient sur scène.

## Discographie
- ? : Moto Bengué
- ? : Le maxhéro
- ? : prends côcôta, mets dans le sac
- 2008 : Corriger corriger